# Consolidated Vultee XP-81
Le Consolidated Vultee XP-81 est un projet de la Consolidated Vultee Aircraft Corporation visant à construire un avion de chasse d'escorte monoplace à long rayon d'action qui utilise à la fois un turboréacteur et un turbopropulseur. Bien que prometteur, l'absence d'un moteur approprié associé à la fin de la Seconde Guerre mondiale condamne le projet.